# Galumna lyrica
Galumna lyrica är en kvalsterart som först beskrevs av Arthur P. Jacot 1935.  Galumna lyrica ingår i släktet Galumna och familjen Galumnidae. Inga underarter finns listade i Catalogue of Life.